# Onthophagus mocquerysi
Onthophagus mocquerysi là một loài bọ cánh cứng trong họ Bọ hung (Scarabaeidae).